# 坂井原村
坂井原村（さかいばらむら）は、広島県御調郡にあった村。現在の三原市の一部にあたる。

## 地理
- 河川：御調川、泉川[2]

## 歴史
- 1889年（明治22年）4月1日、町村制の施行により、御調郡坂井原村が単独で村制施行し、坂井原村が発足[1][2]。大字は編成せず[2]。
- 1951年（昭和26年）4月1日、豊田郡高坂村大字小林、山中野、土取を編入[1][2]。旧坂井原村は大字坂井原となり、4大字を編成[2]。
- 1954年（昭和29年）3月31日、御調郡久井村、羽和泉村と合併し、町制施行し久井町を新設して廃止された[1][2]。

### 地名の由来
備後と安芸の国境であることからか。

## 産業
- 農業、石灰、桃石[2]

## 教育
- 1900年（明治33年）坂井原、羽和泉、八幡3か村組合立坂井原高等小学校設立[2]。